# Colonia la Presa
Colonia la Presa, även benämnd Ejido de Chapultepec, är ett samhälle i Mexiko, tillhörande kommunen Chapultepec i delstaten Mexiko, i den centrala delen av landet. Orten hade 613 invånare vid folkräkningen 2010.